# Copris hatayamai
Copris hatayamai là một loài bọ cánh cứng trong họ Bọ hung (Scarabaeidae).